# رودلف ليمان (عسكري)
رودلف ليمان (بالألمانية: Rudolf Lehmann)‏ هو عسكري ألماني، ولد في 30 يناير 1914 في هايدلبرغ في ألمانيا، وتوفي في 17 سبتمبر 1983 في إيتلينغن في ألمانيا.